# Dendronephthya mayi
Dendronephthya mayi är en korallart som beskrevs av Kükenthal 1904. Dendronephthya mayi ingår i släktet Dendronephthya och familjen Nephtheidae. Inga underarter finns listade i Catalogue of Life.